# Championnat de Brunei de football 2016
Navigation
Saison précédente Saison suivante
La saison 2016 du Championnat de Brunei de football est la dixième édition du championnat national de première division à Brunei. Les dix meilleurs clubs du pays sont regroupés au sein d'une poule unique où ils s'affrontent deux fois. Les deux derniers du classement sont relégués et remplacés par les deux meilleures formations de Liga Perdana, la deuxième division brunéienne.
C'est le MS ABDB qui remporte la compétition, après avoir terminé en tête du classement final, avec trois points d'avance sur l'Indera Sport Club et Wijaya FC. C'est le second titre de champion du Brunei de l'histoire du club, qui réalise d'ailleurs un nouveau doublé en s'imposant face à Najip FC en finale de la Coupe de Brunei.
La fédération décide d'annuler toute la phase retour du championnat, qui devait à l'origine se jouer entre septembre et novembre 2016. Ce choix entraîne l'annulation de la relégation en fin de saison.

## Les clubs participants
- Tabuan Muda
- Najip FC
- Kota Rangers - Promu de D2
- Jerudong Football Club
- Lun Bawang FC
- Wijaya United
- Indera Sport Club
- MS ABDB
- Kasuka Football Club - Promu de D2
- MS PDB

## Compétition

### Classement
Le classement est établi sur le barème de points classique (victoire à 3 points, match nul à 1, défaite à 0).
| Rang | Équipe                | Pts | J | G | N | P | Bp | Bc | Diff |
| ---- | --------------------- | --- | - | - | - | - | -- | -- | ---- |
| 1    | MS ABDBT C            | 23  | 9 | 7 | 2 | 0 | 21 | 1  | +20  |
| 2    | Indera Sport Club     | 20  | 9 | 6 | 2 | 1 | 21 | 11 | +10  |
| 3    | Wijaya United         | 20  | 9 | 6 | 2 | 1 | 17 | 10 | +7   |
| 4    | Tabuan Muda           | 11  | 9 | 3 | 2 | 4 | 16 | 14 | +2   |
| 5    | Najip Football Club   | 11  | 9 | 3 | 2 | 4 | 14 | 14 | 0    |
| 6    | Kota RangersP         | 10  | 9 | 3 | 1 | 5 | 18 | 23 | -5   |
| 7    | Kasuka Football ClubP | 10  | 9 | 2 | 4 | 3 | 10 | 15 | -5   |
| 8    | MS PDB                | 10  | 9 | 3 | 1 | 5 | 9  | 14 | -5   |
| 9    | Lun Bawang FC         | 5   | 9 | 1 | 2 | 6 | 14 | 19 | -5   |
| 10   | Jerudong FC           | 5   | 9 | 1 | 2 | 6 | 14 | 33 | -19  |

|  | Champion de Brunei 2016                                                      |
|  | T : Tenant du titre C : Vainqueur de la Coupe de Brunei P : Club promu de D2 |

## Bilan de la saison
| Championnat de Brunei de football 2016 |                        |
| Champion                               | MS ABDB (2e titre)     |
| Coupes et trophées                     |                        |
| Vainqueur de la Coupe de Brunei 2016   | MS ABDB                |
| Qualifications continentales           |                        |
| Coupe de l'AFC 2017                    | Aucun                  |
| Promotions et relégations              |                        |
| Promus en Brunei Super League          | Menglait Football Club |
| Relégués en Liga Perdana               | Aucun                  |